# Abū ʾl-ʿAbbās Muhammad I.
Abū ʾl-ʿAbbās Muhammad I. ibn al-Aghlab (arabisch أبو العباس محمد بن الأغلب, DMG Abū ʾl-ʿAbbās Muḥammad b. al-Aġlab, † 856) war fünfter Emir der Aghlabiden in Ifrīqiya (841–856).
Abū ʾl-ʿAbbās Muhammad I. kam als Sohn von Abū ʿIqāl (838–841) in Ifriqiya an die Macht. Unter ihm erreichte die Expansion der Aghlabiden im Mittelmeerraum einen Höhepunkt. So wurden Messina auf Sizilien (843) sowie Tarent und Bari (841) in Apulien erobert. Auch Rom wurde von den Muslimen 846 angegriffen und der Vatikan geplündert (dieser lag damals außerhalb von Rom). Allerdings gab es auch die ersten Rückschläge, als ein erneuter Angriff auf Rom 849 in der Seeschlacht von Ostia scheiterte. Auch verloren die Aghlabiden zunehmend die Kontrolle über die muslimischen Eroberungen in Italien. So erklärten die Muslime in Tarent (847–880) und Bari (847–871) ihre Unabhängigkeit und unterstellten ihre Emirate direkt dem Kalifen der Abbasiden in Bagdad.
In Ifriqiya selbst blühte die Wirtschaft weiter auf, und der Handel nahm einen starken Aufschwung. So wurde die Landwirtschaft durch den Ausbau römischer Bewässerungsanlagen oder deren Neubau weiter gefördert. Unter Abū ʾl-ʿAbbās Muhammad I. wurden u. a. die großen Moscheen von Sousse und Sfax errichtet. Nachfolger von Muhammad I. wurde dessen Neffe Abū Ibrāhīm Ahmad (856–863), unter dem das Reich seinen Höhepunkt erlebte.